# جون كامبل (عازف بيانو)
جون كامبل (بالإنجليزية: John Campbell)‏ هو عازف جاز وعازف بيانو أمريكي، ولد في 7 يوليو 1955 في بلومنجتون في الولايات المتحدة.